# Trecia Roberts
Trecia Roberts (in thai: ทรีเซีย โรเบิร์ตส; Bangkok, 4 febbraio 1971) è un'ex ostacolista thailandese con cittadinanza statunitense, vincitrice di numerose medaglie nelle competizioni del continente asiatico.

## Biografia
Nata da padre afroamericano e madre thailandese, gareggia fino al 1999 per lo stato paterno per poi preferire dai Mondiali di Siviglia dello stesso anno la cittadinanza del paese asiatico e competere con questi colori a tutti gli eventi internazionali, incluse due edizioni dei Giochi olimpici a Sydney 2000 e Atene 2004.

## Palmarès
| Anno                               | Manifestazione              | Sede                | Evento      | Risultato  | Prestazione | Note |
| ---------------------------------- | --------------------------- | ------------------- | ----------- | ---------- | ----------- | ---- |
| In rappresentanza della Thailandia |                             |                     |             |            |             |      |
| 1999                               | Mondiali                    | Siviglia            | 100 m hs    | Semifinale | 12"83       |      |
| 1999                               | Campionati asiatici         | Bandar Seri Begawan | 100 m piani | Argento    | 11"61       |      |
| 1999                               | Campionati asiatici         | Bandar Seri Begawan | 100 m hs    | Oro        | 12"85       |      |
| 2000                               | Campionati asiatici         | Giacarta            | 100 m hs    | Argento    | 13"01       |      |
| 2000                               | Campionati asiatici         | Giacarta            | 4×100 m     | 4ª         | 45"14       |      |
| 2000                               | Campionati asiatici         | Sydney              | 100 m hs    | Semifinale | 13"01       |      |
| 2000                               | Campionati asiatici         | Sydney              | 4×100 m     | Batteria   | 45"14       |      |
| 2001                               | Mondiali indoor             | Lisbona             | 60 m hs     | Batteria   | 8"34        |      |
| 2001                               | Mondiali                    | Edmonton            | 100 m hs    | Batteria   | 13"27       |      |
| 2001                               | Giochi del Sud-est asiatico | Kuala Lumpur        | 100 m hs    | Oro        | 13"21       |      |
| 2002                               | Campionati asiatici         | Colombo             | 100 m hs    | Bronzo     | 13"60       |      |
| 2002                               | Campionati asiatici         | Colombo             | 4×100 m     | Bronzo     | 44"89       |      |
| 2002                               | Giochi asiatici             | Pusan               | 100 m hs    | Bronzo     | 13"07       |      |
| 2002                               | Giochi asiatici             | Pusan               | 4×100 m     | Argento    | 44"25       |      |
| 2003                               | Campionati asiatici         | Manila              | 100 m hs    | Bronzo     | 13"29       |      |
| 2003                               | Mondiali                    | Saint-Denis         | 100 m hs    | Batteria   | 13"29       |      |
| 2003                               | Giochi del Sud-est asiatico | Hanoi               | 100 m hs    | Oro        | 13"45       |      |
| 2004                               | Giochi olimpici             | Atene               | 100 m hs    | Batteria   | 13"80       |      |
| 2005                               | Mondiali                    | Helsinki            | 100 m hs    | Batteria   | 13"93       |      |
| 2005                               | Campionati asiatici         | Incheon             | 100 m hs    | Finale     | dnf         |      |
| 2005                               | Giochi asiatici indoor      | Pattaya             | 60 m hs     | Bronzo     | 8"56        |      |
| 2005                               | Giochi del Sud-est asiatico | Manila              | 100 m hs    | Bronzo     | 14"25       |      |
| 2006                               | Giochi asiatici             | Doha                | 100 m hs    | 6ª         | 13"75       |      |